# اوت پارک، نیو مکزیکو
اوت پارک (به انگلیسی: Ute Park) یک منطقهٔ مسکونی در ایالات متحده آمریکا است که در شهرستان کالفکس، نیومکزیکو واقع شده‌است. اوت پارک ۸٫۷۹ کیلومتر مربع مساحت و ۷۱ نفر جمعیت دارد و ۲٬۲۵۹٫۵۱ متر بالاتر از سطح دریا واقع شده‌است.